# Lasse Virén
Lasse Virén (Myrskylä, 1949. július 22. –) négyszeres olimpiai bajnok finn hosszútávfutó. Általa újjáéledt a „repülő finn” elnevezés, amelyet az 1920-as években olyan sportolókra alkalmaztak, mint Hannes Kolehmainen, Paavo Nurmi és Ville Ritola. 1972-ben és 1976-ban az év finn sportolójának választották, 1999–2007 és 2010–2011 között parlamenti képviselő volt.

## Életpályája

### Pályafutásának kezdete
Futói pályáját az Amerikai Egyesült Államokban kezdte a Brigham Young University-n, a utahi Provóban. Nemzetközi környezetben 1971-ben mutatkozott be, a helsinki atlétikai Európa-bajnokságon. Ekkor még szerény teljesítményt ért el, 5000 méteren a hetedik, 10000 méteren pedig a tizenhetedik lett. Röviddel az Európa-bajnokság után országos csúcsot döntött 5000 méteren.

### 1972-es olimpiai játékok
Az 1972. évi nyári olimpiai játékokon Münchenben Virén megnyerte az 5000 és a 10000 méteres futást. A 10000 méteres futás döntőjében szeptember 3-án Virén annak ellenére megdöntötte Ron Clarke hét éve fennálló világcsúcsát, hogy a tizenkettedik körben Emiel Puttemansszal összeütközve elesett. Ezzel 20 métert vesztett, de kevesebb mint 150 méterre volt csak szüksége, hogy ismét átvegye a vezetést. 600 méterrel a cél előtt Virén olyan iramot diktált az utolsó másfél körben, hogy csak Puttemans tudott lépést tartani vele. Eredménye, amellyel megnyerte a futamot (27:38:40) még ma is a müncheni Olimpiai Stadion pályacsúcsa. A finn Hannes Kolehmainen (1912), a csehszlovákiai Emil Zátopek (1952) és a szovjet Vlagyimir Kuc (1956) után Virén lett a negyedik atléta, aki ugyanazon az olimpián nyerni tudott mindkét távon. Az 5000 méteres futás egy héttel későbbi döntőjében Virén az élbolyban volt Steve Prefontaine, Mohamed Gammoudi, Puttemans és Ian Stewart társaságában a futam utolsó négy körében, végül 13:26.4-gyel nyert, egy másodperccel Gammoudi előtt. Négy nappal később, a barátságtalan, nedves, szeles idő ellenére új világcsúcsot állított fel 5000 méteren (13:16.4) a helsinki Olimpiai Stadionban További hat nap múlva Puttemans mintegy három másodperccel jobb időt ért el.
Az egyik tényező Virén olimpiai győzelmeiben, főleg Münchenben, az volt, hogy kevés figyelmet szenteltek neki, így mindig a belső körben tudta venni a kanyarokat, ami több tíz méter előnyt jelentett versenytársaival szemben.

### 1976-os olimpiai játékok
Az olimpiai játékok között Virén gyengébben szerepelt. Az 1976. évi nyári olimpiai játékokon Virén ismét megnyerte mindkét számot, ezzel ő lett az első, aki kétszer duplázott (utóbb Mo Farahnak is sikerült). Aránylag könnyen nyerte a 10000 méteres futás döntőjét, mert a brit Brendan Foster 8000 méter körül leszakadt a folyamatosan gyorsuló portugál Carlos Lopestől, Lopes pedig már nem tudott lényegesen gyorsítani az utolsó körben. Virén a 9550. méter körül megelőzte Lopest és 4,79 másodperccel győzte le.
A 10000 méteres futás döntője után Virén levette Onitsuka Tiger (ASICS) Runspark cipőjét, és a győzelem jeleként meglengette a közönség felé. A Nemzetközi Olimpiai Bizottság rosszindulatú szándékkal vádolta Virént, mert felmutatta a cipőn levő tigriscsíkos logót, és eltiltotta az 5000 méteres futás döntőjétől. Fellebbezés után mégis engedélyt kapott a részvételre, mintegy két órával a döntő kezdete előtt.
Az 5000 méteres futás döntőjében azzal tartotta távol magától a világklasszisokat (Dick Quax, Rod Dixon és Brendan Foster), hogy pusztító iramot diktált az utolsó körökben. Az utolsó 1500 méteren nyújtott teljesítményével a 8. lett volna az 1500 méteres futás döntőjében. Az első négy futó hat méter eltéréssel ért célba, ami ritkán fordul elő a fontos nemzetközi versenyeken. 18 órával az 5000 méteres futás döntője után Virén részt vett a maratoni futásban, és 2:13:11-es eredménnyel ötödik helyen végzett.

### 1980-as olimpiai játékok
Lasse Virén befejezte sportpályafutását az 1980. évi nyári olimpiai játékok után, ahol ötödik helyet ért el 10000 méteren. A selejtezőkben negyedik helyen végzett, és csak úgy jutott be a döntőbe, hogy az ír John Treacy hőgutát kapott. Az élbolyban haladt az utolsó 300 méterig, de utána utat engedett a kiugró Miruts Yifternek, aki meg is nyerte a futamot. Egyesek szerint Virén jobb eredményt érhetett volna el az 1980-as olimpiai játékokon, ha nem végzett volna túl sok maratonszerű edzést. Maga Virén a röviddel korábbi lábsérülésének tulajdonította a gyenge szereplést. Más vélemény szerint a legfőbb gondot az jelentette, hogy Virén nem vitt magával gyúrót a több hónapon át tartó edzőtáborokba Kolumbiába és a Kanári-szigetekre, és ennek következtében lábizmai megmerevedtek a gyorsulási edzés időszakára, a fent említett sérülést okozva. Virén kihagyta az 5000 méteres futamot és a maratoni futásban indult. Az elején elég jól szerepelt, 20 kilométeren át az élbolyban haladt, de gyomorpanaszok miatt kiesett a 30. kilométer előtt. 1980 őszén bejelentette, hogy visszavonul a versenyzéstől.

### Olimpiai játékokon kívül
1974-ben a két olimpiai győzelem között és egy komplex lábműtét után bronzérmet nyert az Európa-bajnokságon 5000 méteren, 13:24.57-es eredménnyel Brendan Foster mögött. Két nappal később Helsinkiben, Virén 13:26.0-os eredménnyel nyert egy 5000 méteres futamon, legyőzve a svéd Anders Gärderudot. A helsinki verseny után három nappal Virén ismét Fosterrel találkozott Londonban egy 2 mérföldes (3,2 km) futamban, a Coca-Cola nemzetközi versenyén. Ismét Foster győzött, Virén negyedik lett, csupán 0,06 másodperccel maradva le a második helyezettől.
Az olimpiai játékokon kívül Virén kétszer döntött világcsúcsot 2 mérföldön és 5000 méteren. Mindkét eset közvetlenül az 1972-es olimpiai játékok előtt történt: 2 mérföldön a 8:14,0-et augusztus 14-én, 5000 méteren 13:16,4-et szeptember 14-én érte el.
Sportpályafutása végeztével ismert alakká vált Finnországban, és a Nemzeti Koalíció jelöltjeként parlamenti képviselő volt 1999–2007 illetve 2010–2011 között. 2011 után nem próbálkozott azzal, hogy újraválasztassa magát.
2014-ben Virént a Nemzetközi Atlétikai Szövetség (IAAF) az IAAF Hall of Fame tagjává választotta.

## Fordítás
Ez a szócikk részben vagy egészben  a   Lasse Virén című angol Wikipédia-szócikk ezen változatának fordításán alapul.  Az eredeti cikk szerkesztőit annak laptörténete sorolja fel. Ez a jelzés csupán a megfogalmazás eredetét és a szerzői jogokat jelzi, nem szolgál a cikkben szereplő információk forrásmegjelöléseként.